# Llac d'Orta
El llac d'Orta (Lagh d'Òrta o Cusi en llombard i en piemontès) és un llac d'Itàlia, situat a la zona prealpina. Administrativament pertany a les províncies de Novara i Verbano-Cusio-Ossola.

## Morfologia
A l'est, el mont Mottarone separa el llac d'Orta del llac Maggiore, mentre a l'oest, unes muntanyes d'alçada fins als 1.300 metres separen les seves aigües d'una vall, la Valsesia. És el llac més occidental dels grans llacs prealpins. L'origen de la seva formació està en el front sud de la glacera del Simplon. Contràriament al que passa amb molts llacs alpins, que tenen un emissari cap al sud, les aigües del llac d'Orta desaigüen cap al nord travessant la ciutat d'Omegna, donant origen al torrent Nigoglia, que conflueix cap al riu Strona, el qual desemboca en el riu Toce, que acaba barrejant-se amb les aigües del llac Maggiore.
Al centre del llac hi ha l'illa de San Giulio, dins la qual hi ha la basílica que conté les restes del sant que li dona el nom.

## Dades històriques
La presència humana al voltant del llac d'Orta és molt antiga, hi ha restes arqueològiques trobades a l'illa de San Giulio que daten del Neolític, per exemple un fragment de ceràmica pertanyent a la cultura dels vasos de boca quadrada. Durant l'edat del ferro el territori va estar habitat per celtes relacionats amb la cultura de Golasecca. En els segles següents la zona va ser romanitzada.

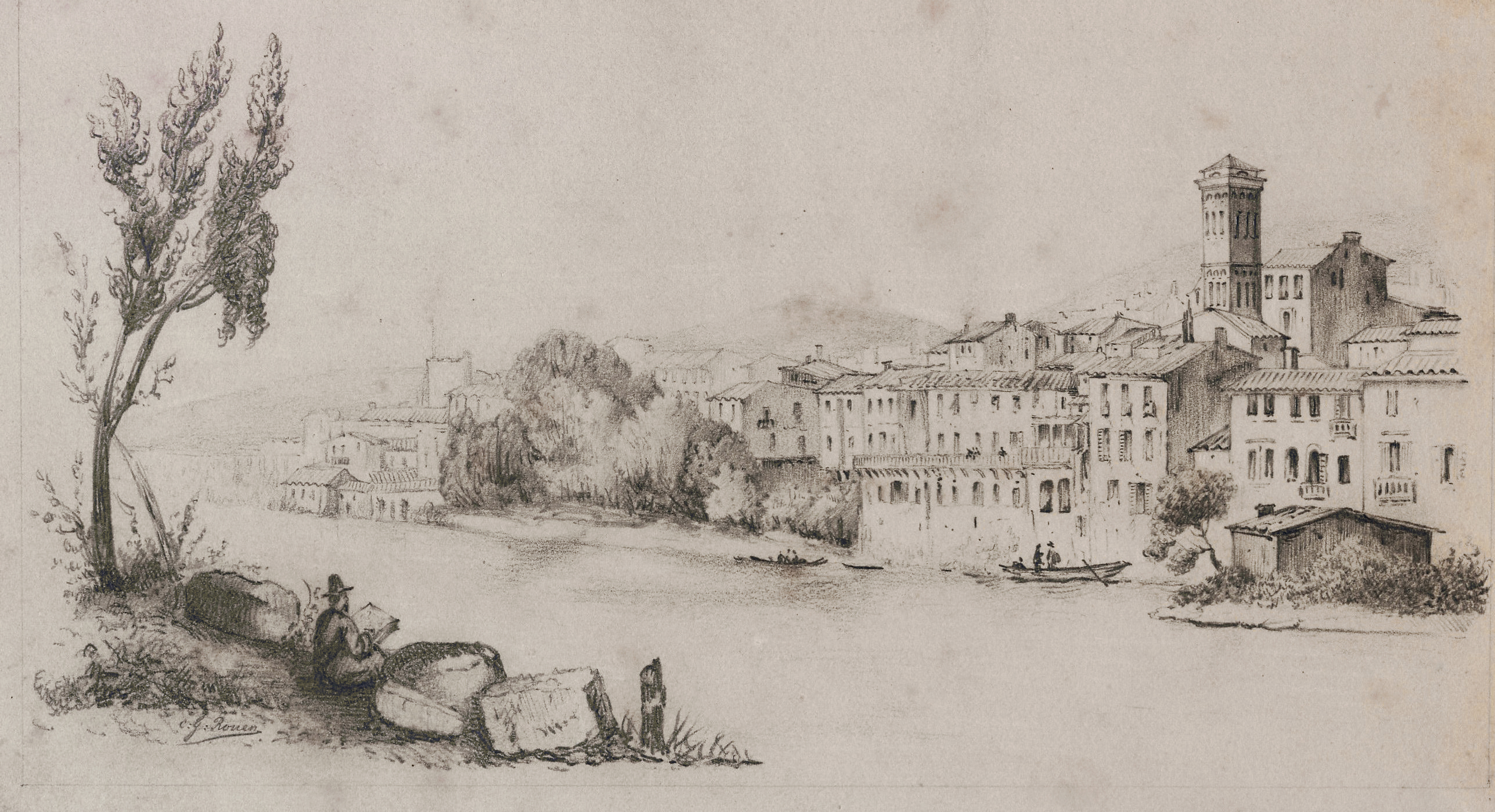
El llac i l'illa de San Giulio, dibuix del general Charles Rouen, 1868 circa.

A finals del segle iv dos germans grecs anomenats Giulio i Giuliano, originaris de l'illa d'Egina van arribar al llac d'Orta i es van dedicar, amb el vistiplau de l'emperador Teodosi I a la destrucció dels llocs de culte pagans i a la construcció d'esglésies cristianes. La llegenda diu que sant Giulio havia deixat el seu germà Giuliano al càrrec d'edificar a Gozzano l'església nombre noranta-nou, mentre ell cercava el lloc on instal·lar la que faria cent. Decidit a fer-la a la petita illa del llac però sense trobar ningú que l'hi volgués transportar, Giulio va estendre la seva capa sobre les aigües i va navegar cap a l'illa muntat damunt la capa. En arribar va haver d'abatre dracs i serps abans de construir l'església. Aquesta llegenda és citada en nombroses obres.
Amb l'arribada dels longobards, al voltant de l'any 570, les terres de l'Alt Novarese es van emmarcar en el ducat de San Giulio, al govern de les quals es va col·locar el 575 el duc Mimulf, amb l'ordre de defensar Ossola dels francs. Quan, pel que sembla a causa de la traïció de Mimulf, els francs va creuar el Simplon el rei dels llombards Agilulf va fer decapitar Mimulf. Un sarcòfag que es diu que va acollir les seves restes mortals s'utilitza actualment com a dipòsit d'almoines a la basílica de l'illa.

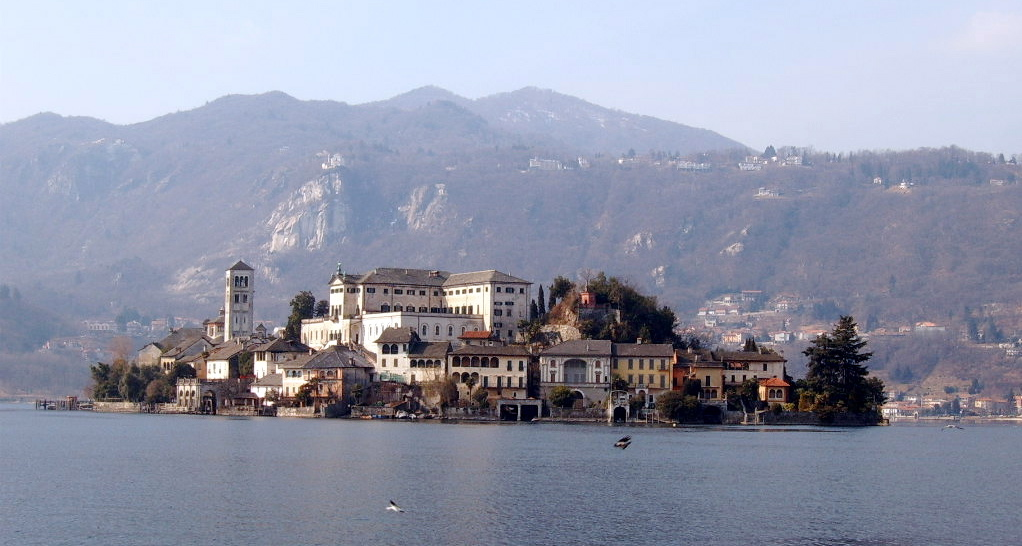
L'illa de San Giulio

El 957 el castell de l'illa de San Giulio, on s'havia atrinxerat Berenguer II d'Itàlia, va ser assetjat per Litolf, fill de l'emperador Otó I. Després de la mort de Litolf, Berenger va reprendre les hostilitats, fet que va obligar l'emperador a abandonar els territoris italians. Mentrestant Berenger es va fer fort a San Leo, al Ducat de Spoleto, la seva esposa Willa, va reunir tots els seus tresors i es va refugiar a l'illa de San Giulio, sent aquestes les úniques fortaleses del regne que van ser capaces de resistir per molt temps. El setge del 962 va durar dos mesos després que la reina s va rendir. Otó va prendre possessió del tresor, però admirat per la valentia de la reina, li va permetre reunir-se amb el seu marit. Durant el setge va néixer a l'illa Guillem de Volpiano, futur abat de Dijon.
El 1219, després d'una disputa de vint anys entre el bisbe i el municipi de Novara, va néixer formalment el féu de Riviera di San Giulio. El 1311 es va convertir en un comtat petit estat imperial i més tard també bisbat. El 1767 els drets de sobirania del territori van ser cedits a la casa de Savoia. La transferència definitiva del poder dels Savoia es va dur a terme, però només va ser efectiva a partir del 1817 amb la renúncia oficial per part de l'últim príncep-bisbe titular. La ciutat d'Omegna i la part nord del llac, va passar a estar federada amb la ciutat de Novara des del 1221.

## Origen del nom
A l'edat mitjana el llac era conegut pel nom de lago di San Giulio, però a partir del segle xvii va començar a emprar-se el nom actual per la ciutat principal, que és Orta San Giulio. El nom Cusius deriva d'una interpretació errònia de la taula de Peutinger on se l'identifica amb un lacus Clisius, la identificació exacta del qual és incerta. El nom Cusio (difós per l'historiador Lazzaro Agostino Cotta, autor de la Corografia della Riviera di San Giulio a finals del segle xvii) es va fer d'ús comú, primer entre els erudits, després a nivell administratiu i ara s'utilitza per referir-se al llac, tot i ser incorrecte. Cal relegar a l'especulació les fantàstiques hipòtesi que fan derivar el nom Cusius de la misteriosa tribu usii. El nom usii apareix per primera vegada en els escrits de l'historiador Antonio Rusconi, 1880, i va ser imitada per altres sense cap fonament històric.

## Fauna
Entre les espècies de peixos que abunden al llac destaca l'alosa agone.
A partir del 1926 i durant un llarg període d'anys, el llac d'Orta va ser seriosament contaminat pels abocaments de Sulfat de coure(II) i amoni abocats per la indústria tèxtil Bemberg, que produeix raió amb el procés de cupro-amoni; en pocs anys, el llac es va convertir en inhabitable per a la majoria dels organismes pelàgics i bentònics. L'esdeveniment del 1926 no és l'únic, perquè continuant el procés d'industrialització en la dècada de 1970, s'han abocat metalls com a resultat de l'activitat electrogalvànica (com ara les sals de coure, crom, níquel o zinc) que han empitjorat les condicions del llac accentuant-ne encara més l'acidesa. En aquests anys el llac va ser conegut per ser un dels més contaminats del món, determinat per estudis d'experts internacionals. En la dècada de 1980, amb el tancament de l'abocament de substàncies tòxiques, va començar una millora gradual del llac, seguit d'un procés de liming (abocament de sals de calci o magnesi per contrarestar l'acidesa de l'aigua), en una intervenció duta a terme per l'Institut per a l'Estudi dels Ecosistemes de Pallanza. També va millorar la qualitat de les aigües amb la construcció de clavegueres a les zones urbanes veïnes.

## Ecomuseu
El 1997 l'estat va aprovar la construcció de l'Ecomuseu del Llac d'Orta i Mottarone.

## Municipis
Els municipis que limiten amb les aigües del llac són: Orta San Giulio —situat en una península elevada, on hi ha el Sacro Monte, capella dedicada a sant Francesc d'Assís i patrimoni de la humanitat per la UNESCO—, Miasino, Pettenasco, Omegna, Nonio, Pella, San Maurizio d'Opaglio i Gozzano —on hi ha l'antic castell dels bisbes.
Altres municipis propers al llac són: Madonna del Sasso, Pogno, Bolzano Novarese, Ameno, Armeno, Quarna Sotta, Quarna Sopra, Cesara i Arola.